# Rauma (Noorwegen)
Rauma is een gemeente in de Noorse provincie Møre og Romsdal, vernoemd naar de rivier Rauma. Åndalsnes is het administratieve centrum, en de plek waar de rivier Rauma in het Romsdalsfjord stroomt. Brønnsletten, Innfjorden en Voll zijn plaatsen in de gemeente. Omliggende gemeenten zijn Molde, Nesset, Norddal, Stordal, Vestnes, Lesja en Skjåk.
Het aantal inwoners steeg in de periode 2005 - 2017 van 7336 naar 7503. 

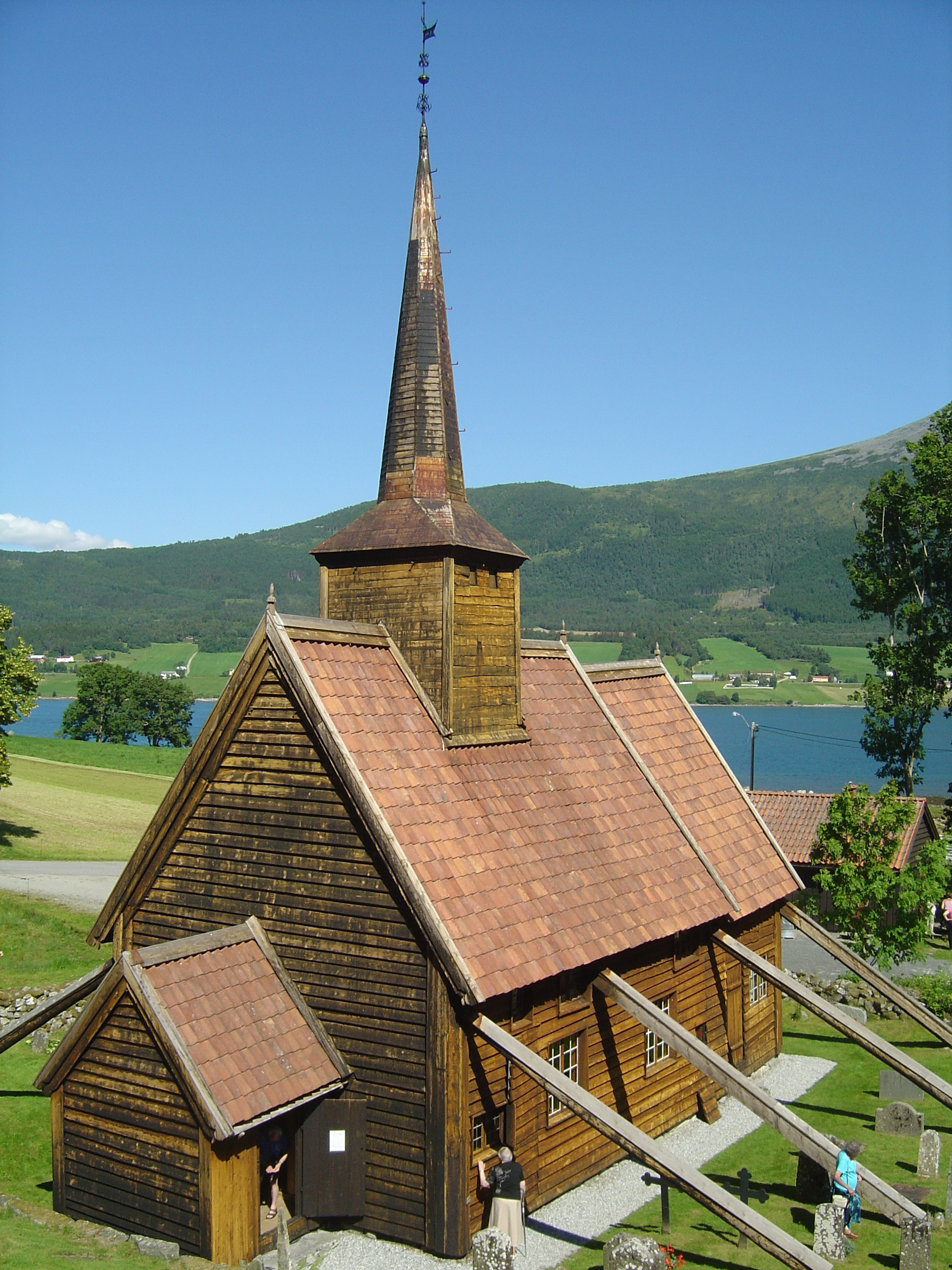
staafkerk van Rødven in Rauma

Veldloopster Karoline Bjerkeli Grøvdal is opgegroeid in het dorp Isfjorden en getrouwd in Åndalsnes.
Ålesund · Aukra · Aure · Averøy ·  Fjord · Giske · Gjemnes · Haram · Hareid · Herøy · Hustadvika · Kristiansund ·  Molde · Ørsta · Rauma · Sande · Smøla · Stranda · Sula · Sunndal · Surnadal · Sykkylven · Tingvoll · Ulstein · Vanylven · Vestnes · Volda

Fylker van Noorwegen